# Revista Minera
Revista Minera fue una publicación periódica editada en la ciudad española de Madrid entre 1850 y 1936.

## Historia
La Revista Minera, editada en Madrid, bajo el subtítulo «periódico científico é industrial redactado por una sociedad de ingenieros», entre los que se encontraban algunas de las figuras más prestigiosas de la época como Felipe Naranjo o Luis de la Escosura se imprimió primero en la Imprenta de Antonio Yenes, aunque más tarde pasaría a hacerlo en la de J. M. Lapuente. La revista, que contaba con láminas y cuadros estadísticos, publicaría su primer número el 1 de junio de 1850, con 32 páginas. En 1874 publicó un índice acumulativo muy detallado de los números anteriores, los correspondientes a la Serie A. 
En 1875 la revista fue adquirida por Ignacio Gómez Salazar, que la fusionó con la revista La Minería, también propiedad suya y cambió completamente el formato (paso a tamaño folio, con pocas páginas por número) y los contenidos, reduciendo hasta casi desaparecer los artículos puramente científicos y dando mucho más peso a los aspectos comerciales.  Mantuvo el nombre de  Revista Minera, con el añadido de científica, industrial y mercantil. Esta sería la Serie B, dirigida por Eugenio Maffei. En 1883 la dirección pasa a Román Oriol, que intenta recuperar el contenido científico, aumentando en número de páginas. Esta sería la Serie C, que el 1 de julio de 1886 pasaría a llamarse Revista Minera, Metalurgica y de Ingeniería, que  se publicaría hasta 1936.
Entre sus redactores se contaron Álvarez de Linera, Lucas Aldama, Luis de Barinaga y Corradi, José Egozcue, Luis de la Escosura, Martín Gaitán, Antonio Hernández,  José de Monasterio, Anselmo Tirado y Sergio Yegros.